# Tim Miller
Timothy Miller (Fort Washington, 10 ottobre 1964) è un regista, effettista e sceneggiatore statunitense.

## Carriera
È stato candidato all'Oscar al miglior cortometraggio d'animazione per Gopher Broke e ha avuto il suo debutto alla regia di un film con Deadpool. Avrebbe dovuto dirigere anche Deadpool 2, ma a causa di divergenze creative con il protagonista Ryan Reynolds, ha preferito abbandonare il progetto in favore di un'altra pellicola sempre prodotta dalla 20th Century Fox. Ha inoltre creato le sequenze d'apertura dei film Millennium - Uomini che odiano le donne e Thor: The Dark World.

## Filmografia parziale

### Regista
- Aunt Lisa (2002) - cortometraggio co-diretto con Paul Taylor
- RockFish (2003) - cortometraggio
- Gopher Broke (2004) - cortometraggio
- In the Rough (2004) - cortometraggio
- A Gentlemen's Duel (2006) - cortometraggio
- Deadpool (2016)
- Love, Death & Robots (2019) - serie animata
- Terminator - Destino oscuro (Terminator: Dark Fate) (2019)

### Produttore
- Sonic - Il film (Sonic the Hedgehog), regia di Jeff Fowler (2020)[6]
- Sonic 2 - Il film (Sonic the Hedgehog 2), regia di Jeff Fowler (2022)
- Borderlands, regia di Eli Roth (2024)
- Secret Level (2024-) - serie animata
- Sonic 3 - Il film (Sonic the Hedgehog 3), regia di Jeff Fowler (2024)

## Riconoscimenti
- 2005 – Premio Oscar
  - Candidatura per il miglior cortometraggio d'animazione per Gopher Broke